# 那智高原公園
那智高原公園（なちこうげんこうえん）は、和歌山県東牟婁郡那智勝浦町にある公園。面積約9ヘクタール。

## 概要
園地があるのは、那智山一帯の寺社の北西にある高原状の平地である。ここは古くは大戸平（おおとだいら）といい、那智山の後背地である色川郷への色川街道と中辺路（雲取越え）とが交差する、交通の要衝であった。
1977年（昭和52年）、全国植樹祭が催されたのを記念し、公園としての整備が行われた。遊具広場（那智滝と同じ長さ（133メートル）の滑り台がある）、野鳥観察林、休憩所、駐車場などが設けられている。

## 交通機関
- JR紀勢本線・那智駅下車、熊野交通路線バスで「神社お寺前駐車場」バス停下車
- 青岸渡寺鐘堂の脇の石段を登る（徒歩約30分）
- 紀伊勝浦駅から車で約30分